# Kamov Ka-226
Kamov Ka-226 "Sergei" là một loại trực thăng thông dụng cỡ nhỏ hai động cơ của Nga. Ka-226 được đưa vào sử dụng từ năm 2002.
Biến thể của Ka-226 có tên mã NATO là Hoodlum, tuy nhiên tên riêng của Kamov dành cho Ka-226 là Sergei.

## Biến thể
- Ka-226A
- Ka-226-50
- Ka-226AG
- Ka-226T
- Ka-226U

## Quốc gia sử dụng

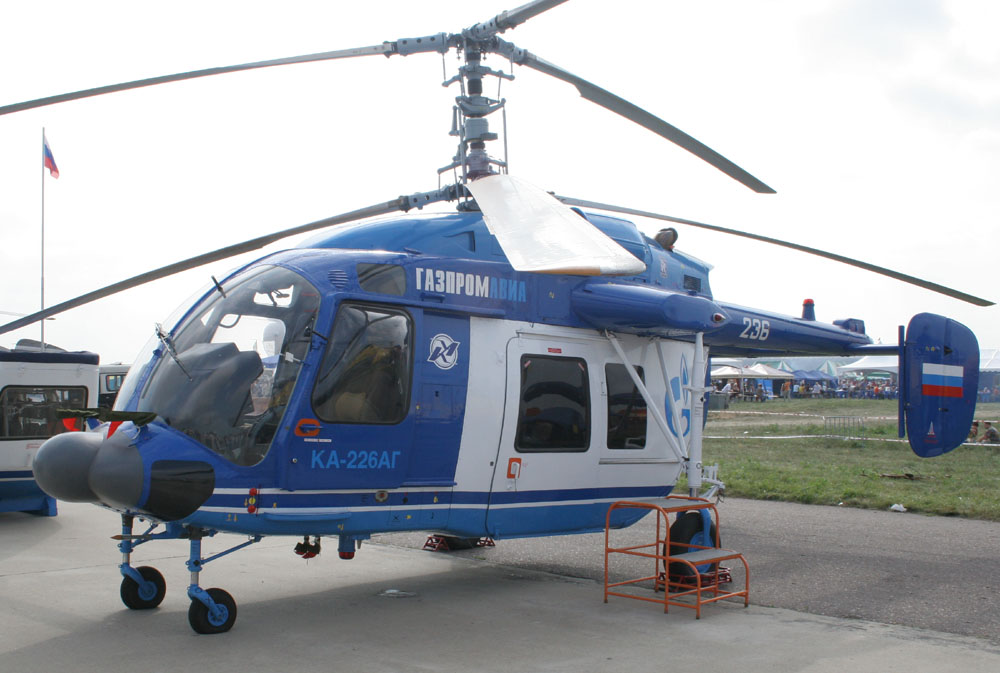
Gazprom Ka-226AG tại MAKS 2007

Nga
- Không quân Nga[1]

## Tính năng kỹ chiến thuật (Ka-226A)
Dữ liệu lấy từ www.kamov.ru
Đặc điểm tổng quát
- Kíp lái: 1
- Hành khách: 9

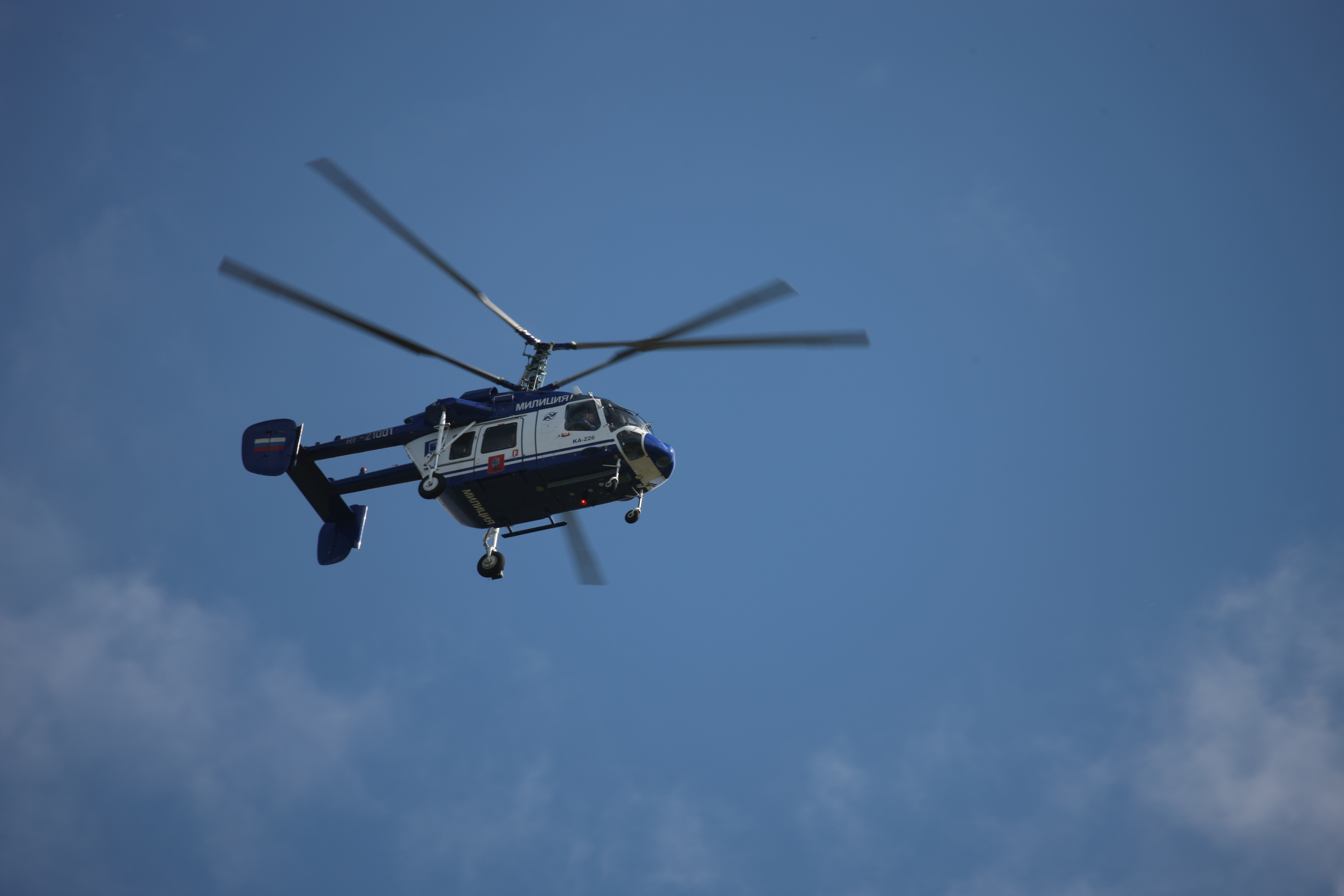
Ka-226 thuộc Sở cảnh sát Moscow (2008)

- Hàng hóa: 1.400kg bên trong, hay 1.500kg với thiết bị treo ngoài
- Chiều dài: 8.1 m (25 ft 7 in)
- Đường kính rô-to chính: 2× 13 m (42 ft 8 in)
- Chiều cao: 4.15 m (13 ft 7 in)
- Trọng lượng có tải: 3400 kg (7496 lb)
- Powerplant: 2 × Turbomeca Arrius 2G1, 335 kW (450 hp) mỗi chiêc

Hiệu suất bay
- Vận tốc cực đại: 205 km/h (127 mph)
- Vận tốc hành trình: 195 km/h (121 mph)
- Tầm bay: 600 km (372 dặm)
- Trần bay: 6200 m (20300 ft)
- Trần bay: 2500 m (8200 ft)